# جوي ماكلولين
جوي ماكلولين (بالإنجليزية: Joey McLaughlin)‏ هو لاعب كرة قاعدة أمريكي، ولد في 11 يوليو 1956 في تلسا في الولايات المتحدة.

## وصلات خارجية
- جوي ماكلولين على موقع دوري كرة القاعدة الرئيسي (الإنجليزية)
- جوي ماكلولين على موقعبيزبول رفرنس.كوم (الدوري الرئيسي) (الإنجليزية)
- جوي ماكلولين على موقعبيزبول رفرنس.كوم (الدوري الثانوي) (الإنجليزية)